# آگوستا دژارین-کلومپکه
آگوستا دژارین-کلومپکه (فرانسوی: Augusta Déjerine-Klumpke‎؛ ۱۵ اکتبر ۱۸۵۹ – ۵ نوامبر ۱۹۲۷) یک دانشمند در زمینه نوروآناتومی اهل فرانسه بود.